# Скородумка (Кольчугинский район)
Скородумка — деревня в Кольчугинском районе Владимирской области России, входит в состав Раздольевского сельского поселения.

## География
Деревня расположена на берегу речки Ильмовка в 8 км на юг от центра поселения посёлка Раздолье и в 13 км на юго-восток от райцентра города Кольчугино.

## История
По данным на 1860 год деревня принадлежит Василию Ивановичу Куруту.
В конце XIX — начале XX века деревня входила в состав Дубковской волости Покровского уезда, с 1925 года — в составе Кольчугинской волости Александровского уезда. В 1859 году в деревне числилось 31 дворов, в 1905 году — 53 дворов, в 1926 году — 57 дворов.
С 1929 года деревня входила в состав Дубковского сельсовета Кольчугинского района, с 1962 года — в составе Ельцинского сельсовета, с 2005 года — в составе Раздольевского сельского поселения.

## Население
| 1859 | 1905 | 1926 |
| ---- | ---- | ---- |
| 201  | 320  | 257  |

| 1859 | 1905 | 1926 | 2002 | 2010 | 2021 |
| ---- | ---- | ---- | ---- | ---- | ---- |
| 201  | ↗320 | ↘257 | ↘8   | ↗14  | ↗24  |